# Rugby Clube Montemor
O Rugby Clube Montemor é um clube de Rugby português, com sede em Montemor-o-Novo, que compete na Divisão de Honra (principal escalão).
Fundado em 20 de Julho de 1995, é o clube de Rugby mais bem sucedido do Alentejo, contando com 15 títulos nos últimos 25 anos de existência, entre os quais 3x Campeão do CN 1ª Divisão (2013, 2016, 2019), Campeão Nacional Sub-18 e Vencedor da Taça de Portugal Sub-18.

## Palmarés
- Campeonato Nacional da 1ª Divisão de Rugby

Vencedores (3): 2012/2013, 2015/2016, 2018/2019
- Campeonato Nacional de Rugby - Divisão de Honra Sub-18

Vencedores: 2015/2016
- Taça de Portugal Sub-18

Vencedores: 2014/2015
- Copa Ibérica de Rugby Sub-18

Vencedores: 2016/2017
- Supertaça de Portugal Sub-18

Vencedores: 2015/2016